# پیلک
پیلک به ستونک باریک و کوچک و گرد گفته می‌شود که سر سوک دو دیوار قرار می‌گیرد و به دیوار چسبیده است. نمونه پیلک در مقبره امیر اسماعیل سامانی در بخارا به شیوه خراسانی ساخته شده است.